# 菁埔西安府
23°33′27″N 120°23′49″E / 23.557411°N 120.396846°E
菁埔西安府，又稱檨仔王公廟，是一棟位於臺灣嘉義縣民雄鄉菁埔村130號的廟宇，創建於清代咸豐年間，供奉檨仔王公（芒果樹神）、福德正神、神農大帝。

## 歷史
傳說在清代嘉慶年間，菁埔村內一位農夫的兒子逝世，此農夫欲將兒子的遺體帶至附近的芒果樹下埋葬，行經該處時，因忘記攜帶鐵鍬，故急忙趕回家拿取鐵鍬，將遺體暫時放置在芒果樹下。等到農夫再度抵達芒果樹下時，竟發現自己的孩子復活過來。當晚，該芒果樹的樹神向農夫託夢，表示孩子其實是受到自己的保佑，才得以復活，並希望能夠替自己建廟。該農夫便在樹下刻上「檨仔王公」之神牌供奉芒果樹神。因神威顯赫，導致信眾增加許多，香火鼎盛。後該芒果樹在一次颱風下被吹倒，村民將樹幹雕刻成三尊神像（大王公、二王公、三王公），並建廟奉祀。
之後，因廟貌逐漸老舊，村民重新建造新廟，並在廟旁重新栽種芒果樹幼苗，幼苗長出三棵芒果樹。芒果樹上有圖案類似八卦，且象徵「大王公」之樹長出的主幹並未有分叉，象徵「二王公」之樹的主幹有兩處分叉，象徵「三王公」之樹的主幹上有三處分叉。
此芒果樹之樹皮也可熬湯治病。當地居民表示，只要遇病，食用其香丹或削下樹皮，煎藥服用，病即痊癒。如有人失去牲畜，經祈問後，必知牲畜之下落。
1906年，梅山大地震爆發，西安府遭震毀，由何志忠、何繼盛募集百圓資金發起重建，1913年動工。1934年，保正何阿菜發起重修，1948年，菁埔村村長何勝平、菁埔西安府管理人何聰明、地方耆老何頭等人發起重建。
後因西安府信徒日益增加，原廟無法容納大批人潮，菁埔村村長何明春遂有重建之想法，因此成立管理委員會進行重建工程，新廟於2000年落成。

## 外部連結
- 官方臉書專頁 （页面存档备份，存于）
- 寺廟走訪 菁埔特殊的「檨仔王公」 （页面存档备份，存于）
- 中央研究院人社中心地理資訊科學研究專題中心 （页面存档备份，存于）